# Peter Worm
Peter Worm (28. september 1788 i Vordingborg – 31. januar 1865) var en dansk præst, søn af Peder Worm, forvalter på Iselingen, og Abelone Dorothea f. la Cour, far til Pauline Worm.
Han dimitteredes 1807 fra Vordingborg Skole og tog teologisk embedseksamen 1813. Efter i nogle år at have været huslærer blev han 1820 sognepræst for Hyllested og Rosmus i Aarhus Stift og 1838 for Kristrup og Hornbæk i samme stift, hvor han døde. Han ægtede 1824 Louise Theodora Petrine Hjort (22. december 1800 – 15. april 1881), datter af præsten Frederik Christian Hjort.
Worm var en frittalende mand, der ikke undgik at komme i kollision med censuren. 1831 fik han hele oplaget af et skrift Evropas tilkommende Skikkelse beslaglagt og tilintetgjort, og da han 1844 havde skrevet sange til
Danmarks Dronnings Fødselsdag fejret i Randers, blev disse ligeledes beslaglagte af politiet, hvilket ikke var så underligt, thi han ivrede i disse mod tyskheden, priste trykkefriheden, kaldte de jyske stænderdeputerede "Folketingets Mænd", skrev om hæren, at "Snurrepiberi saa vidt man drev, at Alvor ej kan lykkes", og forlangte "en Væbning ret med Næb og Klør".